# James McClellan Robinson

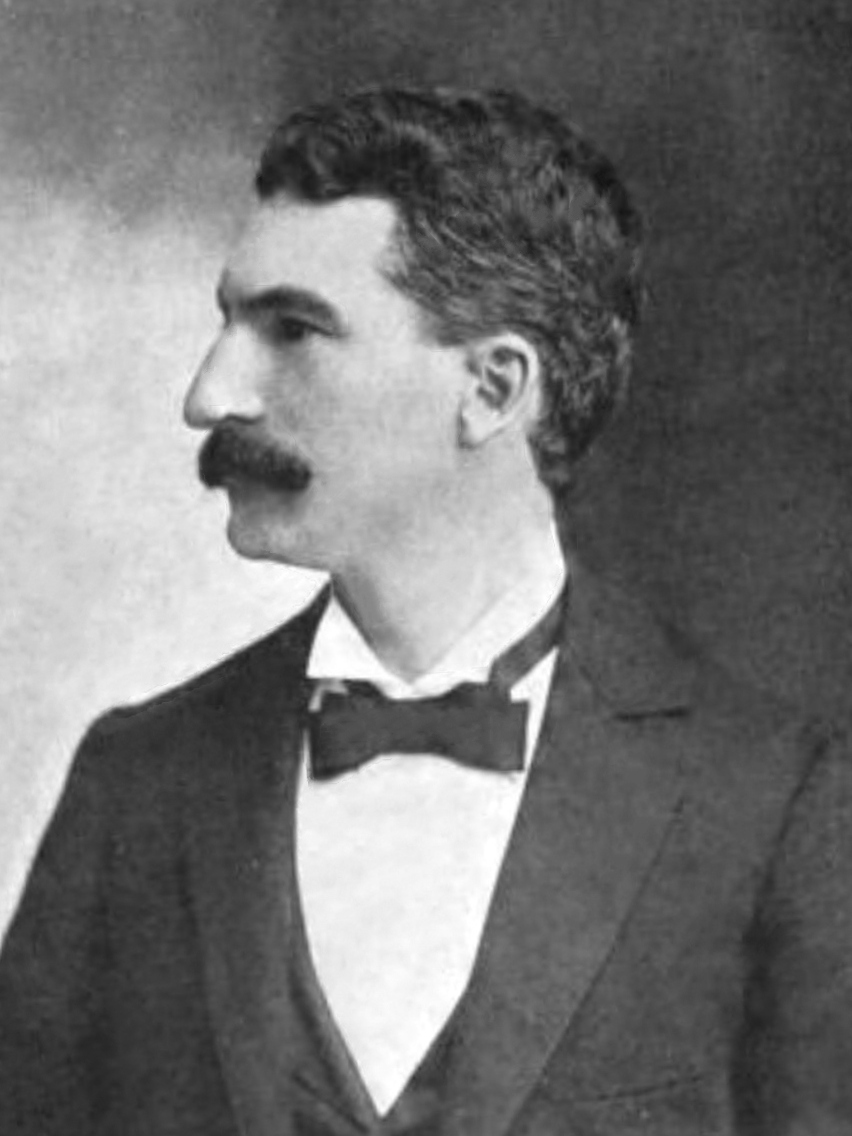
James McClellan Robinson

James McClellan Robinson (* 31. Mai 1861 bei Fort Wayne, Indiana; † 16. Januar 1942 in Los Angeles, Kalifornien) war ein US-amerikanischer Politiker. Zwischen 1897 und 1905 vertrat er den Bundesstaat Indiana im US-Repräsentantenhaus.

## Werdegang
Der auf einer Farm im Allen County geborene James Robinson besuchte die öffentlichen Schulen seiner Heimat. Nach einem anschließenden Jurastudium und seiner 1882 erfolgten Zulassung als Rechtsanwalt begann er in Fort Wayne in diesem Beruf zu arbeiten. Zwischen 1886 und 1890 war er Staatsanwalt im 38. Gerichtsbezirk von Indiana.
Politisch war Robinson Mitglied der Demokratischen Partei. Bei den Kongresswahlen des Jahres 1896 wurde er im zwölften Wahlbezirk von Indiana in das US-Repräsentantenhaus in Washington, D.C. gewählt, wo er am 4. März 1897 die Nachfolge von Jacob D. Leighty antrat. Nach drei Wiederwahlen konnte er bis zum 3. März 1905 vier Legislaturperioden im Kongress absolvieren. In diese Zeit fiel der Spanisch-Amerikanische Krieg von 1898.
Im Jahr 1904 unterlag Robinson dem Republikaner Newton Gilbert. Nach seinem Ausscheiden aus dem US-Repräsentantenhaus praktizierte er bis 1911 wieder als Anwalt in Fort Wayne. Danach zog er nach Los Angeles, wo er seinen Lebensabend verbrachte. Dort ist er am 16. Januar 1942 auch verstorben.